# Piet Rooijakkers
Piet Rooijakkers (* 16. August 1980) ist ein ehemaliger niederländischer Radrennfahrer.

## Karriere
Piet Rooijakkers begann seine internationale Karriere 2003 bei dem niederländischen Radsportteam Löwik Meubelen. Nach zwei Jahren wechselte er zu dem Continental Team AXA Pro Cycling Team, für das er eine Etappe der Olympia’s Tour für sich entscheiden konnte. Von 2006 bis 2010 fuhr Rooijakkers für das Professional Continental Team Skil-Shimano. In dieser Zeit konnte er bei bedeutenden Etappenrennen vordere Platzierungen in der Gesamtwertung erreichen. So wurde er Neunter der Dänemark-Rundfahrt 2006, Fünfter der Vier Tage von Dünkirchen 2007 und Zehnter der ENECO Tour 2008. Ende der Saison 2010 beendete er seine Karriere als Berufsradfahrer.

## Erfolge
2005
- eine Etappe Olympia’s Tour

2008
- Mannschaftszeitfahren Brixia Tour

## Teams
- 2003–2004 Löwik-Tegeltoko
- 2005 AXA Pro Cycling Team
- 2006–2010 Skil-Shimano